# 넘버원 미디어의 음반
이 문서는 넘버원 미디어에서 발표한 음반의 목록이다.

## 2020년대
- 2021년 8월 18일 파시걸스 - S.O.G:Songs Of Goddess
- 2022년 12월 9일 파시걸스 - [Digital Single] ALIEN